# 국도 제198호선 (일본)

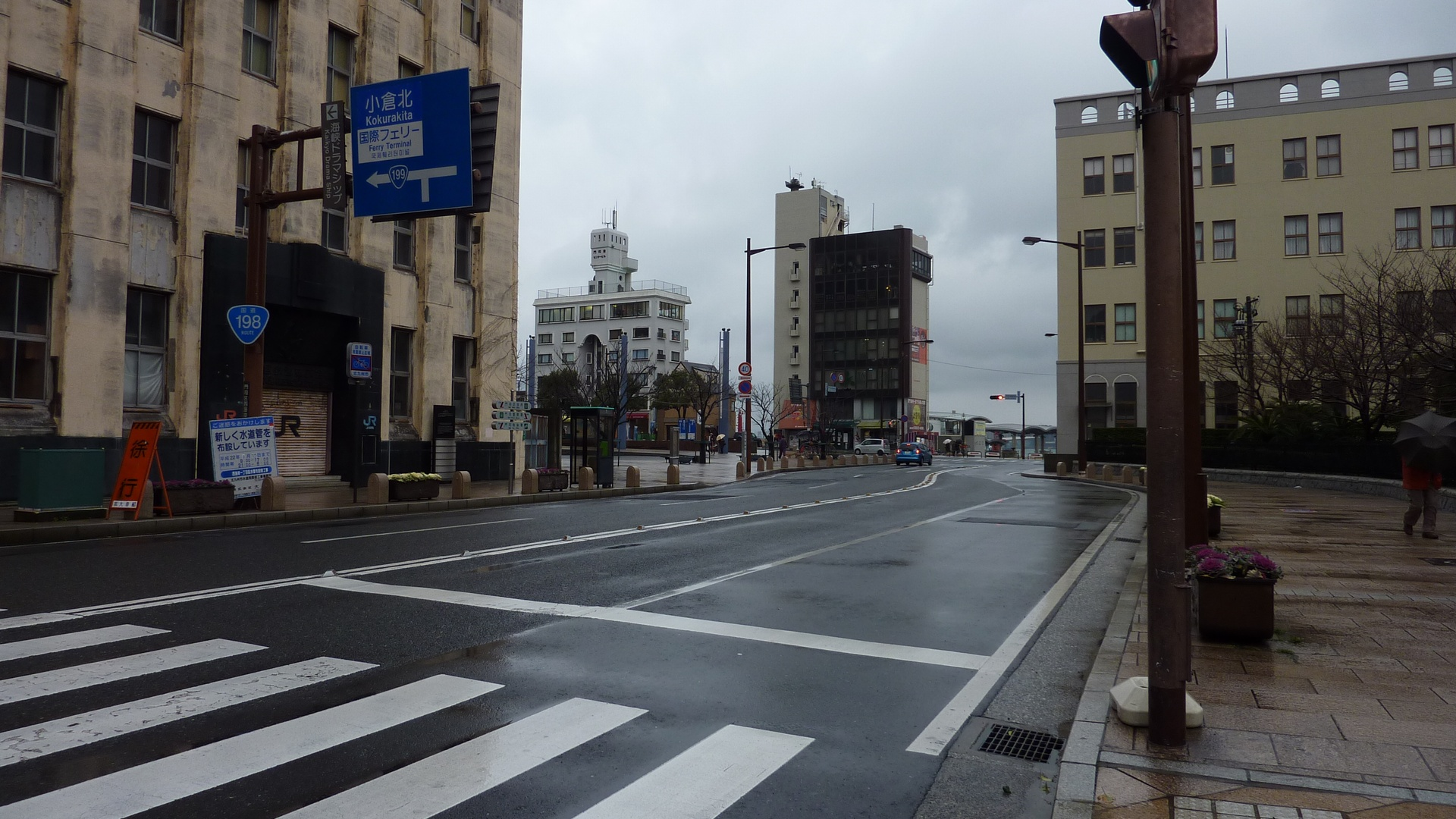
모지코역 부근

국도 제198호선(国道198号)는 후쿠오카현 기타큐슈시의 모지코에서 혼마치 1번지의 국도 3호선의 교차점이 만나는 곳까지 이어주는 일반 국도이다. 그러나 이 국도는 실제 연장이 아닌 총 연장순으로는 174번 국도와 130번 국도 다음으로 3번째로 짧은 국도 노선이기도 하며, 규슈 권역(오키나와현 제외)에 놓인 국도 중에서 가장 짧은 국도 노선이기도 하다. 그리고 국도의 선형은 ㄱ자형으로 이루어져 있는 특이한 구간이다.

## 연혁
- 1953년 5월 18일 : 2급 국도 198호선인 모지항 선으로 지정되어 시행
- 1965년 4월 1일 : 도로에 관한 법률 개정에 따라 등급의 구분이 없어지는 대신 이와 동시에 일반 국도 198호선으로 지정되어 시행

## 경유지 및 주변 시설
- 유일하게 후쿠오카현 기타큐슈시 모지구를 경유한다.
- 주변 시설 : 모지코역

## 교차하는 도로
- 국도 제3호선
- 국도 제199호선
- 후쿠오카현도 제25호 모지 유쿠바시 선

## 교차하는 철도
- 모지코 레트로 지쿠 선(일본어판)

## 단거리 국도 순위
총연장의 순서
- 1위 : 국도 제174호선 (187.1m)
- 2위 : 국도 제130호선 (482m)
- 3위 : 국도 제198호선 (618.1m)